# Фронтенак, Луи де Бюад де
Луи де Бюад, граф Фронтенак и Паллюо (фр. Louis de Buade, comte de Frontenac et de Palluau; 22 мая 1622, Сен-Жермен-ан-Ле — 28 ноября 1698, Квебек, Квебек) — французский военачальник, губернатор французской колонии Новая Франция (ныне — Канада) с 1672 по 1682, затем — с 1689 по 1698.

## Биография

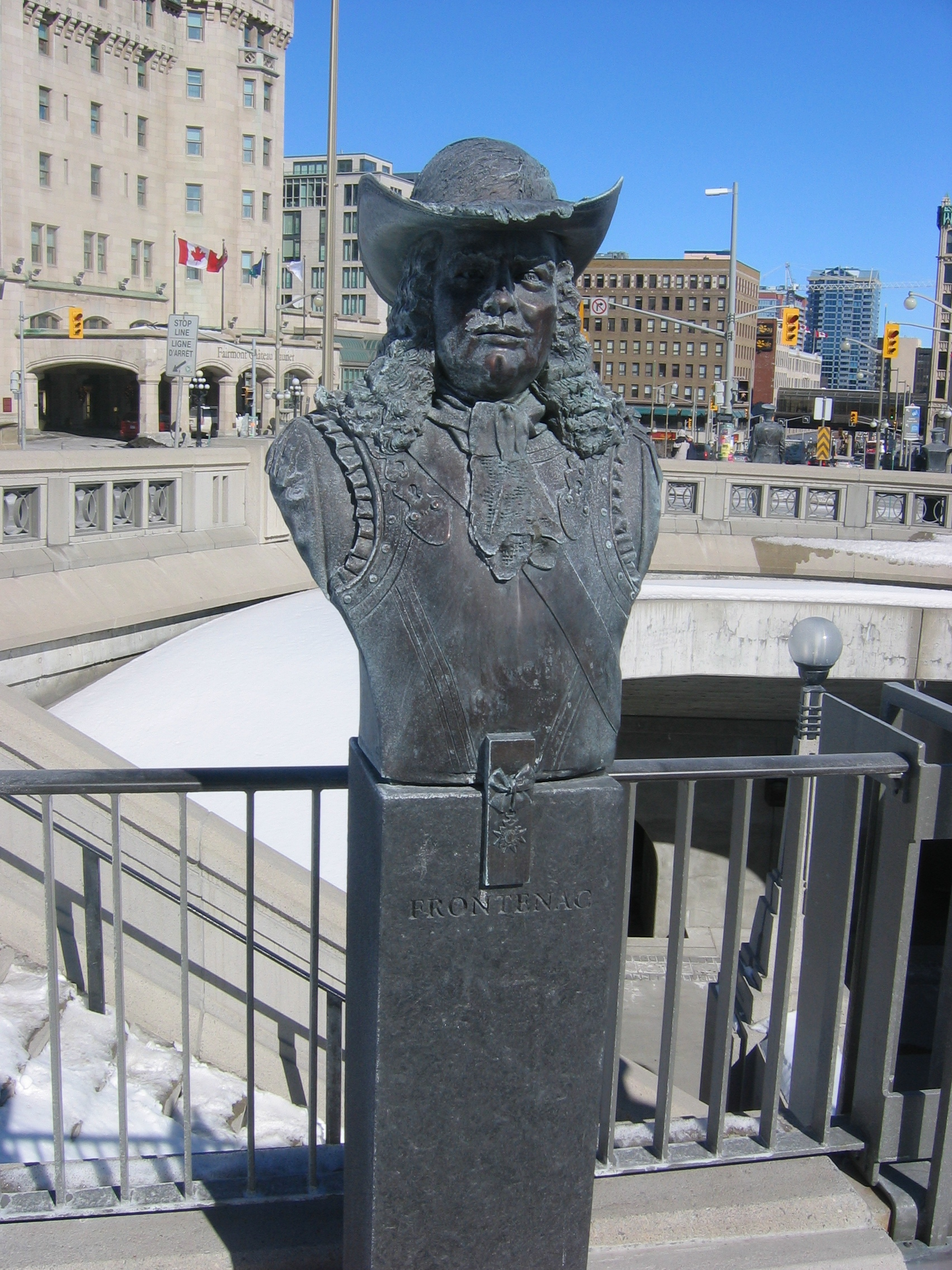
Бюст Л. де Фронтенака в Оттаве

Луи де Бюад родился в семье графа де Фронтенак, капитана королевского замка Сен-Жермен. Мать его, урождённая Фелипо, была дочерью королевского секретаря. Крёстным отцом маленького Луи был король Франции Людовик XIII. Юноша получил превосходное образование и выбрал карьеру военного; он участвовал в военных действиях во Франции, в Нидерландах, Италии и Германии, а также на Крите, где он командовал французскими войсками, защищавшими осаждённую турками Кандию (ныне — Ираклион). В возрасте 24 лет Фронтенак был тяжело ранен в правую руку — так, что затем до конца своей жизни плохо владел ею. Как и у многих других представителей французского дворянства, расходы Луи де Фронтенака превышали его доходы и практически всегда он имел множество долгов. В 1648 году он тайно женится на Анне де Ла Гранд, вопреки воле её родственников.
В 1672 году Фронтенак назначается губернатором колонии Новая Франция. Согласно распространившимся тогда слухам, Фронтенак принял это предложение с тем, чтобы ускользнуть от своих кредиторов во Франции. Жена его осталась в Париже и использовала своё влияние при королевском дворе для оказания помощи мужу в Канаде.
Во время своего первого губернаторского срока Фронтенак, совместно с Ла-Салем, основывает на берегу озера Онтарио Форт-Фронтенак, чтобы подчинить враждебных индейцев — ирокезов, иметь возможность контролировать торговлю мехами и проложить путь к малоисследованному Западу Северной Америки. При помощи Фронтенака Ла-Саль организовал и успешно провёл свою замечательную экспедицию с севера на юг вдоль Миссисипи, к устью великой реки, открыв при этом Луизиану и объявив её колонией Франции.
Луи де Фронтенак, по воспоминаниям современников, был человеком умным, образованным, великодушным и обладавшим большой личной храбростью, однако в то же время честолюбивым, тщеславным и высокомерным, умевшим быстро наживать себе врагов. Через несколько лет своего правления Новой Францией он рассорился почти со всеми местными чиновниками, и как правило по пустячному поводу. К его врагам в конце концов присоединились влиятельные в колонии иезуиты и монреальские купцы, торговавшие мехами. В 1682 году король Людовик XIV был вынужден отозвать графа из Квебека.
В 1689 году, когда поддержанное англичанами и направленное против французов восстание ирокезов угрожало самому существованию Французской Канады, Луи де Фронтенак был вновь и срочно отправлен в Квебек, чтобы спасти казавшееся безнадёжным положение. Он действительно сумел сконцентрировать силы, перешёл в контрнаступление и в нескольких сражениях нанёс поражение индейцам и англичанам. Фронтенак выдвигает как командующего французскими войсками в Северной Америке Пьера Ле Муана, сеньора д’Ибервиля, талантливого полководца, сумевшего разгромить британские войска и на суше, и на воде. В 1690 году английскими властями из Бостона против Фронтенака была выслана целая военная флотилия под командованием сэра Уильяма Фипса. На предложение посланного Фипсом парламентёра сдаться — Фронтенак дал знаменитый ответ: «Je nay point de réponse à faire a vostre général que par la bouche de mes canons et à coups de fuzil!» («Иди и скажи своему хозяину, что я отвечу устами наших пушек и наших ружей!»). Нападение англичан было отбито. В ответ на него французы изгнали английские власти из района Гудзонова залива и разрушили английские форты вплоть до территории нынешнего Мэна. В 1696 году Фронтенак отказался выполнить доставленный ему из Франции приказ, отказаться от владений в северной части Канады.
После смерти Луи де Фронтенака в 1698 году он становится образом национального героя канадских французов, спасителем Квебека от нападений англичан и ирокезов, сыгравшим важную роль в истории Северной Америки.